# Ionomycin
Ionomycin ist eine von dem Bakterium Streptomyces conglobatus gebildete Substanz, die zur Gruppe der Ionophore gehört. Als solches vermag Ionomycin Calciumionen durch biologische Membranen zu transportieren, weswegen es in der Forschung verwendet wird.
Es wurden verschiedene Wirkungen beschrieben:
- Ionomycin löste den Zelltod von Nervenzellen der embryonalen Großhirnrinde aus (apoptotische Degeneration embryonaler kortikaler Neuronen).[3]
- Es beeinflusste die intrazelluläre Produktion der Zytokine Interferon, Perforin, Interleukin-2 und Interleukin 4, welche eine wichtige Rolle bei Entzündungsprozessen spielen.[5][6]

Handelsüblich ist Ionomycin als freie Säure oder als Calciumsalz.